# Шателодрен
Шателодре́н (фр. Châtelaudren, брет. Kastellaodren, галло Le Chastèu) — коммуна во Франции, находится в регионе Бретань. Департамент — Кот-д’Армор. Главный город кантона Шателодрен. Округ коммуны — Сен-Бриё.
Код INSEE коммуны — 22038.

## География
Коммуна расположена приблизительно в 400 км к западу от Парижа, в 110 км северо-западнее Ренна, в 16 км к западу от Сен-Бриё.

## Население
Население коммуны на 2010 год составляло 1020 человек.
| 1962 | 1968 | 1975 | 1982 | 1990 | 1999 | 2010 |
| ---- | ---- | ---- | ---- | ---- | ---- | ---- |
| 1125 | 1128 | 988  | 973  | 947  | 924  | 1020 |

## Экономика
В 2007 году среди 565 человек в трудоспособном возрасте (15—64 лет) 411 были экономически активными, 154 — неактивными (показатель активности — 72,7 %, в 1999 году было 71,8 %). Из 411 активных работали 368 человек (180 мужчин и 188 женщин), безработных было 43 (19 мужчин и 24 женщины). Среди 154 неактивных 30 человек были учениками или студентами, 63 — пенсионерами, 61 были неактивными по другим причинам.

## Достопримечательности
- Церковь Нотр-Дам-дю-Тертр (XV век). Исторический памятник с 1907 года[3]

## Фотогалерея

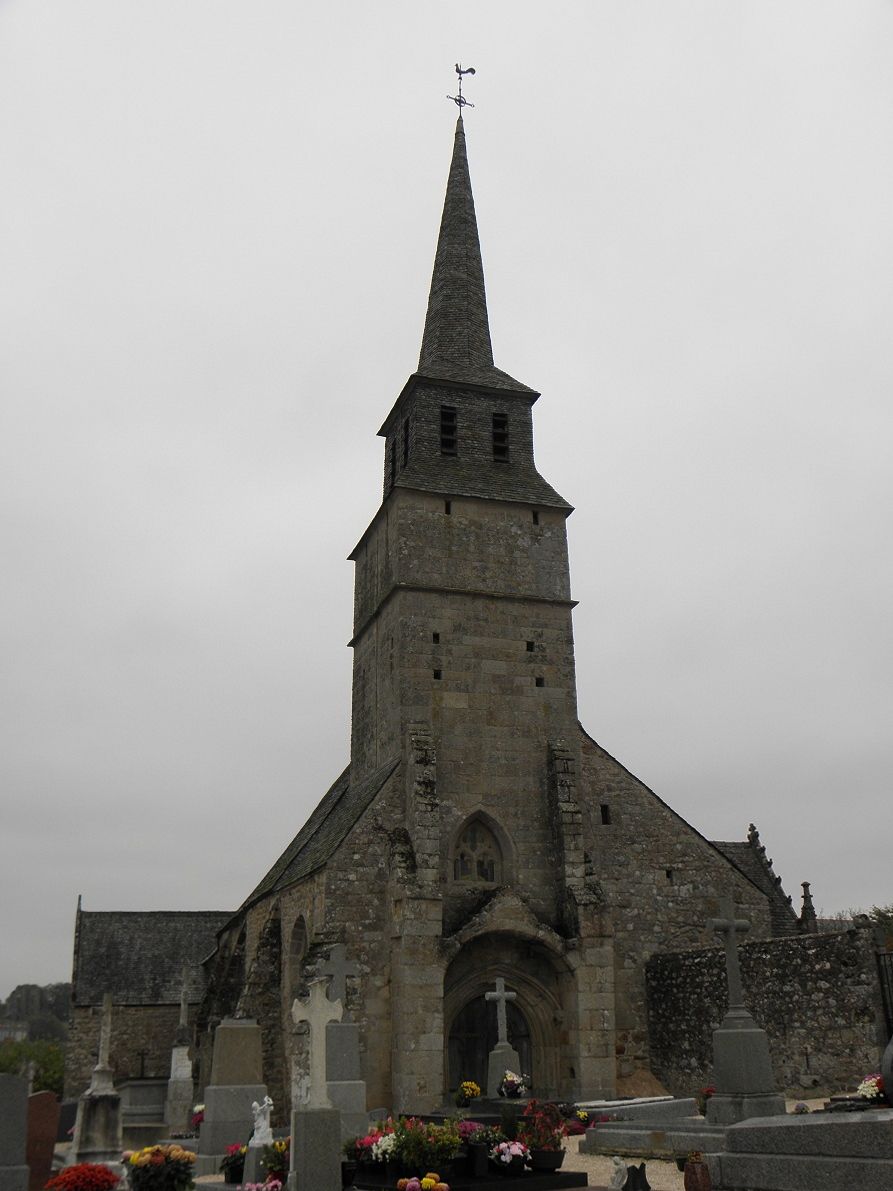
Церковь Нотр-Дам-дю-Тертр
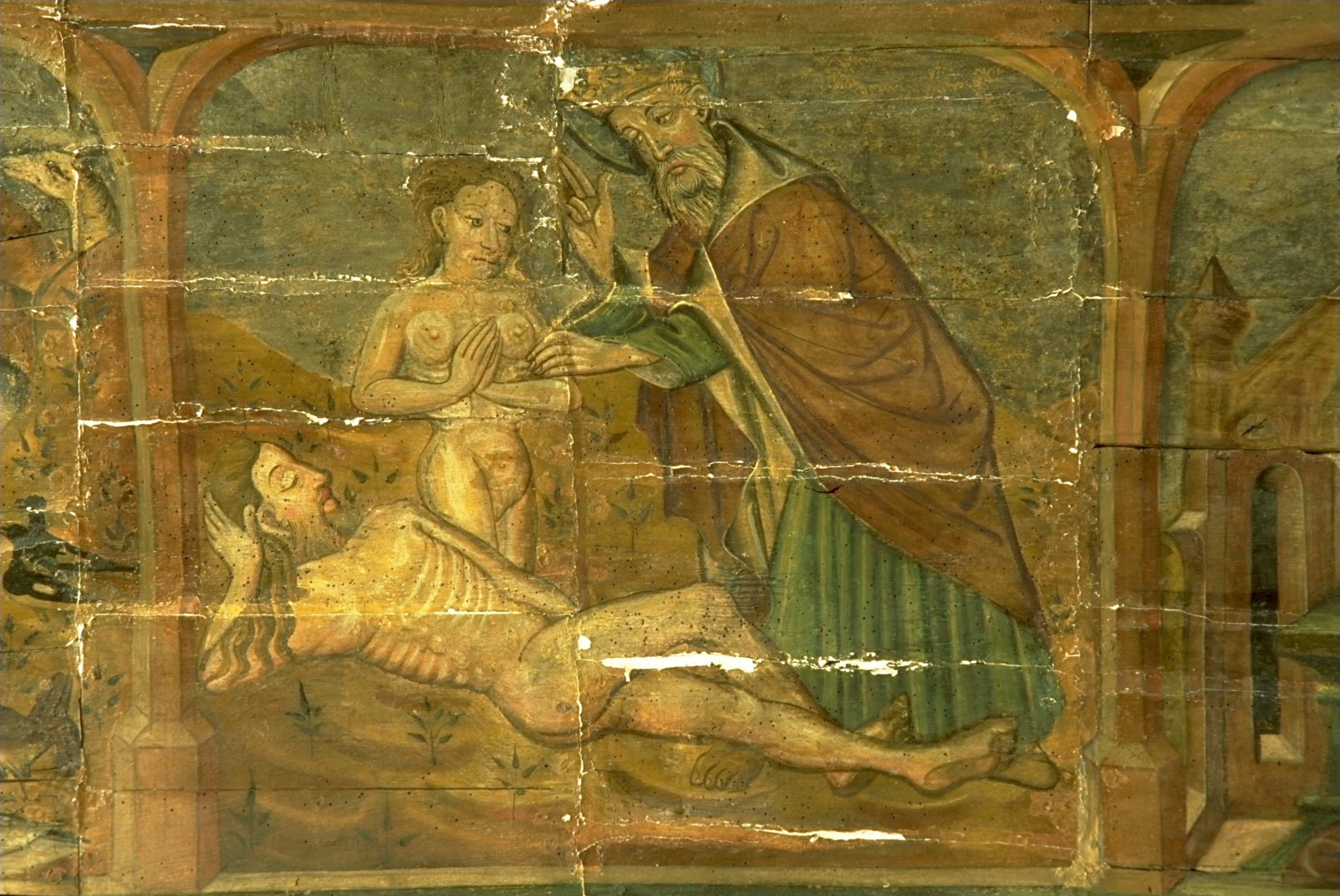
Фреска в церкви Нотр-Дам-дю-Тертр
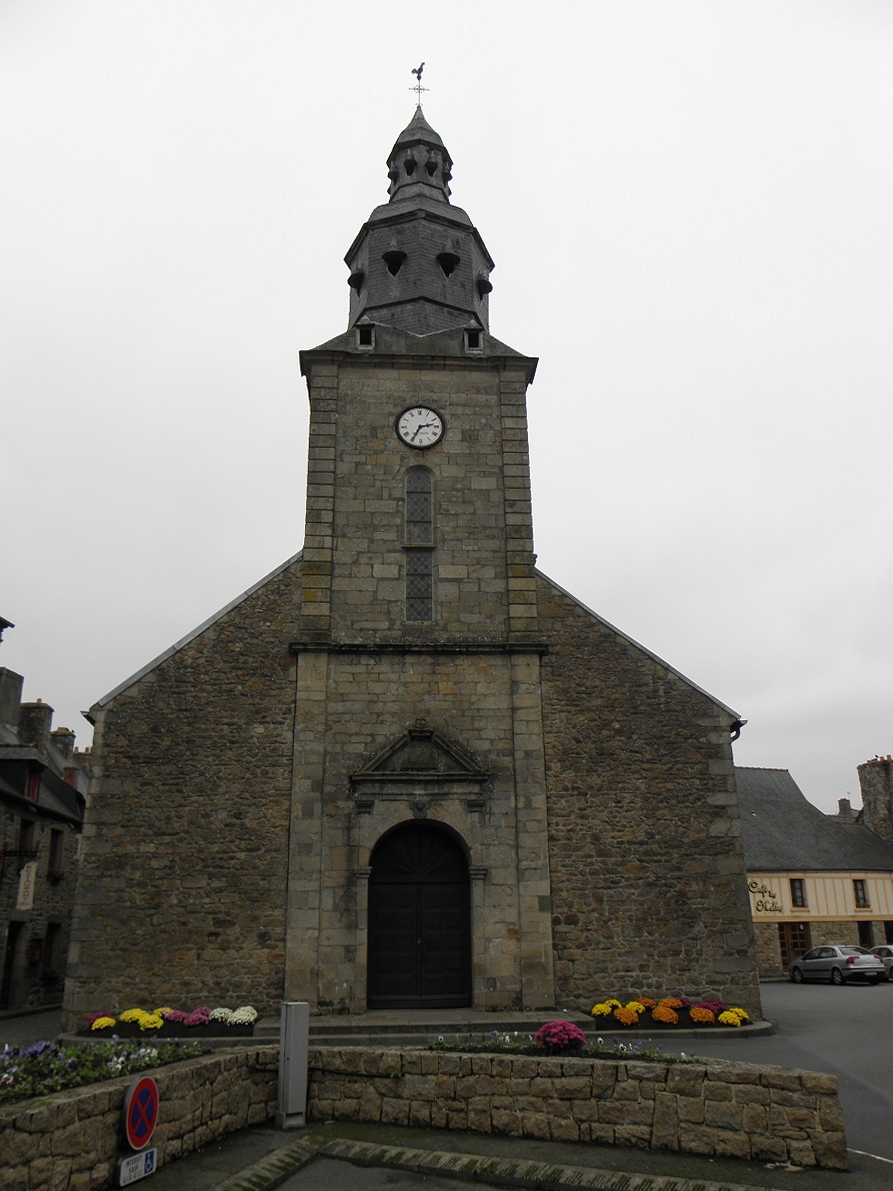
Церковь Св. Маглуара
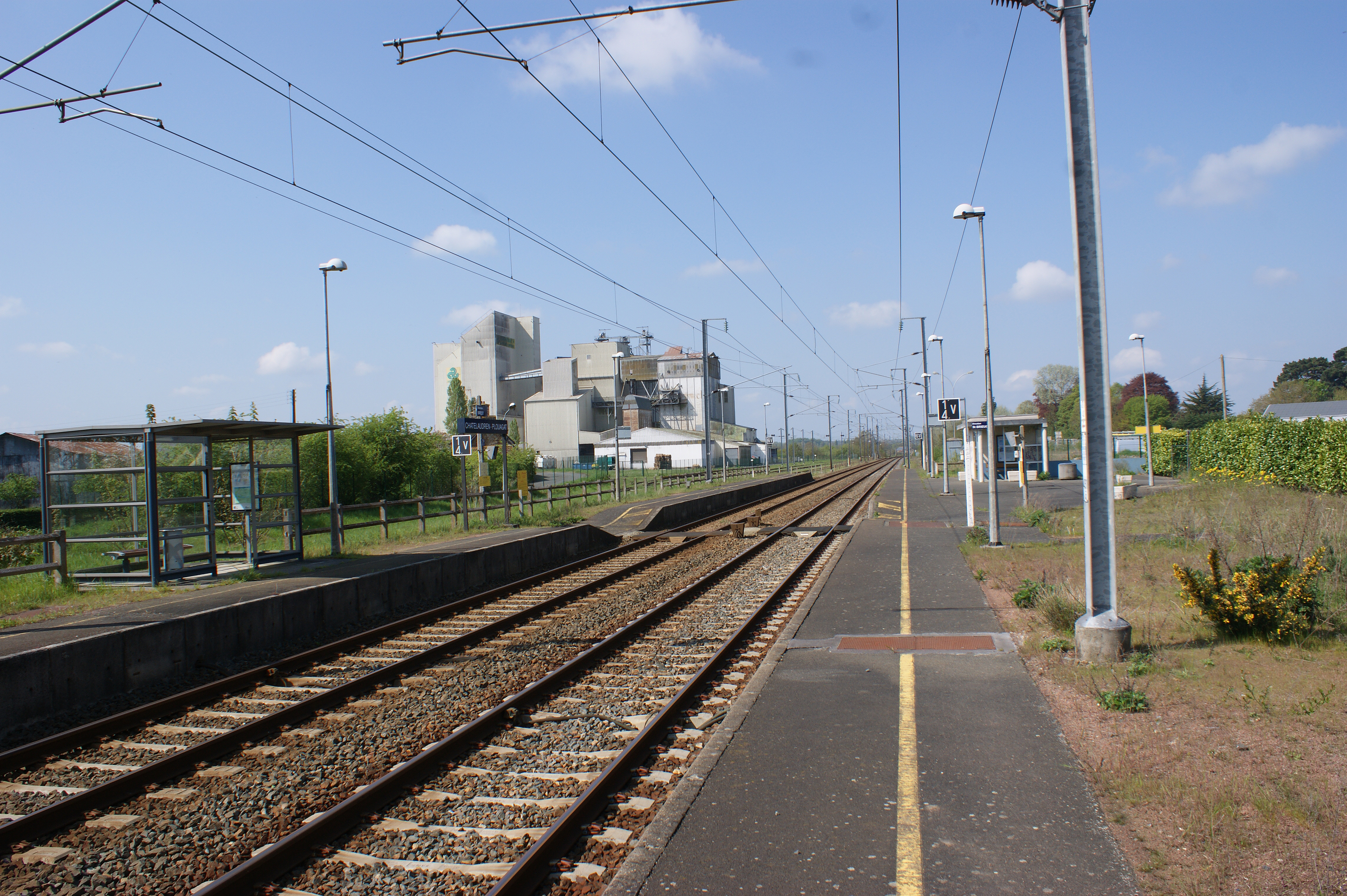
Вокзал